# Deda mac Sin
Deda mac Sin (Deda, hijo de Sen) fue un rey prehistórico del Érainn de Irlanda, posiblemente del siglo I a. C.. Diferentes maneras de deletrearlo incluyen Dedu, Dedad, y Dega. Es el epónimo antepasado de los Clanna Dedad, y también puede haber sido un Rey de Munster.
A través de sus hijos Íar mac Dedad y Dáire mac Dedad, Dedu es el antepasado de muchas figuras famosas de la Irlanda legendaria, incluyendo sus "nietos" (generación más o menos) Cú Roí mac Dáire y Eterscél, sus "bisnietos" (otra vez) Conaire Mór y Lugaid mac Con Roí, y el descendiente más distante Conaire Cóem. Un tercer hijo fue Conganchnes mac Dedad. A través de estos, Dedu es también el antepasado de varios pueblos históricos tanto de Irlanda como de Escocia, incluyendo a los Dál Riata, Dál Fiatach, Múscraige, Corcu Duibne, y Corcu Baiscind, todos supuestamente pertenecientes a los Érainn (Iverni), de quien los Clanna Dedad parecen haber sido un importante septo real.
Las generaciones que preceden a Dedu mac Sin en el linaje existente parecen artificiales. Finalmente se dirigen a través de Ailill Érann a un descendiente de Óengus Tuirmech Temrach  y por ello a un parentesco distante con los Connachta y los Uí Néill, cuyo linaje propio es de hecho poco confiable ante el de Túathal Techtmar.
Un septo proto-histórico de los Clanna Dedad son conocidos como los Dáirine, descendiendo de Dáire mac Dedad y/o Dáire Doimthech (Sírchrechtach), y luego fueron conocidos como los Corcu Loígde. Alternativamente esto puede ser utilizado como un sinónimo, con alguna confusión creada por su identificación con los Darini del Úlster prehistórico. De todas formas, los Darini y los Iverni estaban claramente relacionados.
Según el Libro de Glendalough (Rawlinson B 502) y los linajes del Laud 610, un hermano de Dedu fue Eochaid/Echdach mac Sin, de quien descienden los Dál Fiatach de Úlster. Pero alternativamente descienden directamente de Cú Roí mac Dáire, y así de los propios Clanna Dedad. La relación precisa entre los Dál Fiatach y los Ulaid del Ciclo del Úlster, rivales de los Clanna Dedad, se ha perdido en la historia.
Eoin MacNeill encuentra que los Conaille Muirtheimne también descienden de Dedu mac Sin, a través de otro hijo Conall Anglonnach, creyendo que bastante sin error se piensa que son Cruthin, como se ha encontrado en "genealogías" posteriores.
Dui Dallta Dedad fue un hijo adoptivo de Dedu.
Hay también un Ogham de Dedu (Ogam Dedad) encontrado en el Libro de Ogams. Más de un tercio de todas las inscripciones ogham irlandesas se encuentran en las tierras de sus descendientes, los Corcu Duibne.

## Los Sil Conairi
Los Síl Conairi fueron aquellos septos de los Clanna Dedad que descendían de Conaire Mór, concretamente los Dál Riata, Múscraige, Corcu Duibne, y Corcu Baiscinn. Los primeros, presumiblemente instalados lejos, en el Úlster nororiental durante el periodo prehistórico,  serían famosos por fundar el Reino de Escocia. La Familia Real de Escocia, la Casa de Dunkeld, fue descrita como la "semilla de Conaire Mór" alrededor del siglo XII. A través de la Casa de Dunkeld y Conaire Mór, Deda mac Sin es un antepasado de la Familia real británica moderna. El último rey en la línea directa masculina de los Clanna Dedad y Sil Conairi fue Alejandro III de Escocia (n. 19 de marzo de 1286).
Los Síl Conaire restantes se asentarían y/o quedarían en Munster, dónde, a pesar de retener su distintiva identidad,  serían eclipsados primero por sus parientes Dáirine (Corcu Loígde), y más tarde caerían bajo la soberanía de los Eóganachta. Pero parece que los Síl Conairi, y especialmente los Múscraige, habían actuado como facilitadores prominentes para los últimos y esto presumiblemente habría sido en oposición a los Dáirine. Un posterior e inesperado rey de Munster de los Múscraige fue Flaithbertach mac Inmainén (n. 944).
El recuento del nacimiento, vida, y caída de Conaire Mór se encuentra en el cuento épico Togail Bruidne Dá Derga. Dos cuentos distantemente relacionados de más interés para los genealogistas son De Síl Chonairi Móir  y De Maccaib Conaire. En estos es confundido con su descendiente Conaire Cóem.

## Los Dál Fiatach y los Cú Roí
La descendencia de la princesa Dál Fiatach de Úlster , de Dedu mac Sin es menos segura, pero sin embargo es respaldada por fuentes medievales independientes (y contradicha por otras).

## Los Dáirine (Corcu Loígde)
Allá por 1849, el gran erudito irlandés John O'Donovan notó que el linaje de los Corcu Loígde, los descendientes históricos principales de los Dáirine, fue corrompido por muchas de las generaciones que precedieron al monarca legendario Lugaid mac Con.

## Descendencia de los Clanna Dedad
Las generaciones dejadas de lado están dadas en las notas.
- Sen mac Rosin[22]
  - Dedu mac Sin un quo Clanna Dedad
    - Íar mac Dedad
      - Ailill Anglonnach
        - Éogan[23]
          - Eterscél
            - Conaire Mór Un quo Síl Conaire
              - Mug Láma
                - Conaire Cóem[24]
                  - Eochaid (Cairpre) Riata (Rigfhota), un quo
                    - Dál Riata
                      - Erc De Dalriada[25]
                        - Fergus Mór
                          - Domangart Réti
                            - Gabrán mac Domangairt, un quo
                              - Cenél nGabráin
                                - Casa de Alpin
                                - Casa de Dunkeld

                            - Comgall mac Domangairt, un quo
                              - Cenél Comgaill

                        - Loarn mac Eirc, un quo
                          - Cenél Loairn
                            - Casa de Moray
                              - Mormaers De Moray

                        - Óengus Mór mac Eirc, un quo
                          - Cenél nÓengusa

                  - Cairpre Músc, un quo
                    - Múscraige
                    - Corc Duibne, un quo
                      - Corcu Duibne

                  - Cairpre Baschaín, un quo
                    - Corcu Baiscind

    - Dáire mac Dedad / Dairi Sirchrechtaig / Dáire Doimthech
      - Cú Roí mac Dáire
        - Lugaid mac Con Roí
        - Fuirme mac Con Roí[26]
          - (F)Iatach Find, un quo
            - Dál Fiatach

      - Dáirine
        - Corcu Loígde[27][28]

    - Conganchnes mac Dedad
    - Conall Anglonnach mac Dedad, un quo[29]
      - Conaille Muirtheimne

  - Eochaid (Echdach/Echach) mac Sin[30]
    - Deitsin/Deitsini
      - Dlúthaich/Dluthaig
        - Dáire/Dairi
          - Fir furmi[31]
            - Fiatach Finn  / Fiachach Fir Umai[32]
              - Dál Fiatach